# Comuna Șuici, Argeș
Șuici este o comună în județul Argeș, Muntenia, România, formată din satele Ianculești, Paltenu, Păuleni, Rudeni, Șuici (reședința) și Valea Calului.

## Așezare
Comuna se află la marginea nord-vestică a județului, la limita cu județul Vâlcea, pe malurile Topologului. Este străbătută de șoseaua județeană DJ703H, care o leagă spre sud de Valea Danului și Curtea de Argeș (unde se termină în DN7C), și spre nord de Sălătrucu. La Șuici, din acest drum se ramifică șoseaua județeană DJ703G, care o leagă spre vest în județul Vâlcea de Berislăvești, Sălătrucel și Călimănești (unde se termină în DN7). Tot din DJ703H, la Rudeni se ramifică șoseaua județeană DJ678A, care duce spre sud la Cepari, Tigveni (unde începe o porțiune comună cu DN73C), Ciofrângeni (unde se ramifică din nou), Poienarii de Argeș, Morărești (unde se intersectează cu DN7), apoi în județul Vâlcea la Milcoiu, Nicolae Bălcescu și Galicea.

## Istorie
La sfârșitul secolului al XIX-lea, comuna făcea parte din plasa Loviștea a județului Argeș și era formată din satele Cărpenișul, Morăști, Rudeni, Șuici și Văleni, având în total 2577 de locuitori. În comună funcționau șase biserici și o școală mixtă. Anuarul Socec din 1925 o consemnează ca reședință a plășii Topolog a aceluiași județ, având 3400 de locuitori în satele Cărpenișu, Enculești, Morărești, Palten, Păuleni, Rudeni, Șuici și Văleni.
În 1950, comuna a fost transferată raionului Curtea de Argeș din regiunea Argeș. În 1968, a revenit la județul Argeș, reînființat.

## Monumente istorice
În comuna Șuici se află patru monumente istorice de interes național. Primele sunt clasificate ca situri arheologice: așezarea din Epoca Bronzului timpuriu de la Valea Calului, aparținând culturii Glina; și ruinele culei lui Ioniță Brătianu din Șuici. Altul este monumentul istoric de arhitectură reprezentat de ansamblul bisericii „Sf. Nicolae” din Șuici (secolul al XVIII-lea) — ansamblu alcătuit din biserica „Sf. Nicolae”, zid de incintă cu porți, fosta clopotniță și cimitir. Al treilea este monumentul memorial sau funerar reprezentat de o cruce de piatră (1737) aflată în curtea bisericii „Sf. Nicolae”.
În rest, alte trei obiective din comună sunt incluse în lista monumentelor istorice din județul Argeș ca monumente de interes local. Două sunt monumentele istorice de arhitectură biserica „Sf. Gheorghe” (1872) din Rudeni; și ansamblul culei Sultănica (sfârșitul secolului al XVIII-lea) — ansamblu alcătuit din cula Sultănica, anexe și parc (sf. sec. XVIII). Altul este monumentul memorial sau funerar reprezentat de mormântul lui Constantin Miculescu (secolul al XIX-lea) din curtea bisericii Sfântul Nicolae. 

## Demografie
Componența etnică a comunei Șuici
     Români (88,64%)
     Alte etnii (0,4%)
     Necunoscută (10,96%)
Componența confesională a comunei Șuici
     Ortodocși (88,64%)
     Alte religii (0,05%)
     Necunoscută (11,31%)
Conform recensământului efectuat în 2021, populația comunei Șuici se ridică la 2.025 de locuitori, în scădere față de recensământul anterior din 2011, când fuseseră înregistrați 2.561 de locuitori. Majoritatea locuitorilor sunt români (88,64%), iar pentru 10,96% nu se cunoaște apartenența etnică. Din punct de vedere confesional, majoritatea locuitorilor sunt ortodocși (88,64%), iar pentru 11,31% nu se cunoaște apartenența confesională.

## Politică și administrație
Comuna Șuici este administrată de un primar și un consiliu local compus din 11 consilieri. Primarul, Constantin Iatagan[*], de la Partidul Social Democrat, este în funcție din 2004. Începând cu alegerile locale din 2024, consiliul local are următoarea componență pe partide politice:
|  | Partid                    | Consilieri | Componența Consiliului | Componența Consiliului | Componența Consiliului | Componența Consiliului | Componența Consiliului | Componența Consiliului | Componența Consiliului |
|  | ------------------------- | ---------- | ---------------------- | ---------------------- | ---------------------- | ---------------------- | ---------------------- | ---------------------- | ---------------------- |
|  | Partidul Social Democrat  | 7          |                        |                        |                        |                        |                        |                        |                        |
|  | Partidul Național Liberal | 3          |                        |                        |                        |                        |                        |                        |                        |
|  | Uniunea Salvați România   | 1          |                        |                        |                        |                        |                        |                        |                        |